# (473137) 2015 KK3
(473137) 2015 KK3 es un asteroide perteneciente al cinturón de asteroides, descubierto el 12 de septiembre de 2007 por el equipo del Spacewatch desde el Observatorio Nacional de Kitt Peak, Arizona, Estados Unidos.

## Designación y nombre
Designado provisionalmente como 2015 KK3.

## Características orbitales
2015 KK3 está situado a una distancia media del Sol de 2,783 ua, pudiendo alejarse hasta 2,928 ua y acercarse hasta 2,638 ua. Su excentricidad es 0,052 y la inclinación orbital 4,117 grados. Emplea 1696 días en completar una órbita alrededor del Sol.

## Características físicas
La magnitud absoluta de 2015 KK3 es 16,5.